# Ekeby-Almby
Ekeby-Almby är en tätort inom Örebro kommun.  Ekeby-Almby ligger 4 kilometer öster om tätbebyggelsen i Örebro, utmed Hjälmarens södra sida. Området angränsar till två naturreservat, Ekeby ekhage och Ekeby dreve.

## Historia
Den tidigare byn hette Ekeby och fick 1886 nuvarande namn
Orten har genomgått en kraftig expansion i början av 2000-talet, genom att vatten- och avloppsfrågan har ordnats.

### Befolkningsutveckling
| Befolkningsutvecklingen i Ekeby-Almby 1970–2020 | Befolkningsutvecklingen i Ekeby-Almby 1970–2020 | Befolkningsutvecklingen i Ekeby-Almby 1970–2020 | Befolkningsutvecklingen i Ekeby-Almby 1970–2020 | Befolkningsutvecklingen i Ekeby-Almby 1970–2020 |
| ----------------------------------------------- | ----------------------------------------------- | ----------------------------------------------- | ----------------------------------------------- | ----------------------------------------------- |
|                                                 |                                                 |                                                 |                                                 |                                                 |
| År                                              |                                                 |                                                 | Folkmängd                                       | Areal (ha)                                      |
| 1970                                            | 1970                                            |                                                 | 210                                             |                                                 |
| 1975                                            | 1975                                            |                                                 | 217                                             |                                                 |
| 1980                                            | 1980                                            |                                                 | 224                                             |                                                 |
| 1990                                            | 1990                                            |                                                 | 279                                             | 113                                             |
| 1995                                            | 1995                                            |                                                 | 289                                             | 113                                             |
| 2000                                            | 2000                                            |                                                 | 334                                             | 113                                             |
| 2005                                            | 2005                                            |                                                 | 873                                             | 140                                             |
| 2010                                            | 2010                                            |                                                 | 1 271                                           | 145                                             |
| 2015                                            | 2015                                            |                                                 | 1 531                                           | 200                                             |
| 2020                                            | 2020                                            |                                                 | 2 148                                           | 203                                             |
| Anm.: Ny tätort 1970                            |                                                 |                                                 |                                                 |                                                 |